# Томас Фрішкнехт
Томас Фрішкнехт (17 лютого 1970) — швейцарський велогонщик.
Срібний призер Олімпійських Ігор 1996 року з маунтінбайку, учасник 2000, 2004 років.
Чемпіон світу з маунтінбайку 1996 (крос-кантрі), 2003 (марафон), 2005 (марафон) років, срібний призер 1990 (крос-кантрі), 1991 (крос-кантрі), 1992 (крос-кантрі), 2001 (крос-кантрі) років, бронзовий призер 2002 (крос-кантрі), 2004 (крос-кантрі) років.
Срібний призер Чемпіонату світу з велокросу 1997 року.